# Universitat de Califòrnia a San Francisco
La Universitat de Califòrnia a San Francisco (UCSF) és una universitat de recerca pública situada a San Francisco, Califòrnia. Forma part de la sistema de la Universitat de Califòrnia i es dedica íntegrament a l'estudi de les ciències de la salut. És un gran centre de recerca i ensenyament de medicina i biologia.
L'UCSF va ser fundat sota el nom de Toland Medical College l'any 1864, i al 1873 es va afiliar a la Universitat de Califòrnia, convertint-se en el seu Departament Mèdic. En aquell mateix any, va incorporar el California College of Pharmacy i l'any 1881 va fundar una escola d'odontologia. Les seves instal·lacions es trobaven tant a Berkeley com a la ciutat de San Francisco. L'any 1964, l'escola va obtenir la plena independència administrativa com un campus del sistema de la Universitat de Califòrnia sota la direcció d'un rector, i l'any 1970 va obtenir el nom que té actualment. Històricament situat al barri de Parnassus Heights i en diverses altres ubicacions de la ciutat, a principis del segle XXI va desenvolupar un segon campus en la recentment redesenvolupada Mission Bay. A data d'octubre de 2018, un total de 10 premis Nobel han format part del professorat de l'UCSF o hi han fet recerca, i a la universitat s'han fet molts avenços científics.
En el curs 2020-21, segons l'U.S. News & World Report, el Centre Mèdic de l'UCSF és el tercer millor hospital de l'estat de Califòrnia (darrere del Centre Mèdic Ronald Reagan UCLA i del Centre Mèdic Cedars-Sinail, que es troben tots dos a Los Angeles). Amb 25398 treballadors, l'UCSF és la segona agència pública que més llocs de treball genera a l'Àrea de la Badia de San Francisco. El professorat de l'UCSF ha tractat pacients i ha format residents des del 1873 a l'Hospital General de San Francisco i durant més de 50 anys al Centre Mèdic VA San Francisco. La UCSF Graduate Division ofereix 19 programes de doctorat, 11 programes de màster, dos certificats i un programa de teràpia física.